# Baby's on Fire
Baby's on Fire è un brano musicale di Brian Eno tratto dal suo album di debutto Here Come the Warm Jets del 1973. È considerata la traccia di spicco dell'album, nonché un brano precursore del punk e un classico del suo genere.

## Storia

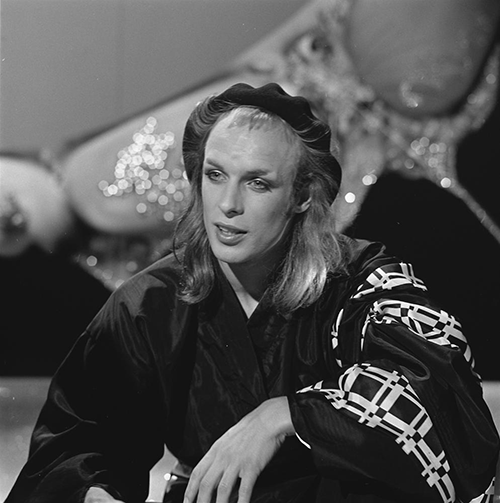
Brian Eno (1974)

Nel settembre del 1973, mentre lavorava a Here Come the Warm Jets, Eno tornò ai Majestic Studios di Londra per registrare Baby's on Fire. Essa venne prodotta e missata da Eno (come del resto tante altre tracce di Here Come the Warm Jets). La formazione che accompagnò l'ex Roxy Music durante la registrazione del brano furono Simon King, Marty Simon, Robert Fripp, Paul Rudolph, e John Wetton.
Baby's on Fire compare in alcuni album dal vivo, il primo dei quali è June 1, 1974 (1974), che documenta un concerto di Eno, Kevin Ayers, John Cale, Ollie Halsall e Eddie Sparrow. Eno si dichiarò entusiasta dell'esecuzione della traccia:

## Descrizione
La versione di Baby's on Fire che si sente in Here Come the Warm Jets dura 5 minuti e 19 secondi. La canzone inizia con una linea di hi-hat e basso, abbinata a una serie di suoni elettronici. Fa poi capolino la voce snob e nasale di Eno. Segue un assolo di chitarra di Robert Fripp e Paul Rudolph della durata di tre minuti combinato al ritmo mutevole della batteria. Eno torna a cantare quando finisce l'improvvisazione.
Il testo, fantasioso e bislacco, descrive una sessione fotografica in cui vari personaggi ridono insieme ignari della presenza di un lattante che prende fuoco. L'ultima parte del testo riporta The temperature's rising, and any idiot would know that ("la temperatura sta salendo e qualsiasi idiota potrebbe saperlo"). Invece, nella versione che si sente in 801 Live (1976) degli 801, le liriche riportano but any idiot could see that! ("Ma qualsiasi idiota se ne accorgerebbe!").

## Accoglienza
Baby's on Fire ha ricevuto recensioni positive dalla critica, che apprezza in modo particolare il suo lungo assolo di chitarra. Douglas Wolk di Blender definisce la canzone "una meraviglia a due note costruita attorno a una colata di note infernali impazzite del King Crimson Robert Fripp", mentre Chris Ott di Pitchfork Media la considera "sconvolgente".

## Formazione
- Eno – voce, sintetizzatore, trattamento di chitarra, tastiere, arrangiamento
- Robert Fripp – chitarra
- Simon King – percussioni
- Paul Rudolph – chitarra
- Marty Simon – percussioni
- John Wetton – basso

## Altre versioni
- Una versione di Baby's on Fire dei Venus in Furs venne incisa per la colonna sonora del film Velvet Goldmine (1998).[12]
- Gli inglesi Creepers realizzarono una cover della canzone di Eno edita su singolo e uscita nel 1986.[13]
- A Tribute to the Music & Works of Brian Eno (1997) della Cleopatra Records, un'antologia di cover dell'artista britannico realizzate da artisti vari, contiene una rivisitazione di Baby's on Fire degli Electric Hellfire Club.[14]
- La compilation della Kompakt Total 4 del 2002 contiene una versione della canzone di Eno realizzata da Superpitcher. Il producer tedesco ripubblicò il brano su singolo due anni dopo.[15]
- I T-Total incisero nel 2005 una cover elettronica di Baby's on Fire cantata da Marc Almond.[16]
- L'album di cover dal vivo Yo La Tengo Is Murdering the Classics (2006) degli Yo La Tengo include una rivisitazione di Baby's on Fire di Eno.[17]
- I Vapors of Morphine realizzarono una cover del brano contenuta nel loro A New Low (2016).[18]